# Ganbare Goemon! Karakuri Dōchū
Ganbare Goemon! Karakuri Dōchū (がんばれゴエモン!からくり道中?  "¡Esfuérzate Goemon! Un viaje peliagudo") es un videojuego producido por Konami. Es el segundo título de la serie de videojuegos Ganbare Goemon conocida en inglés como "Mystical Ninja" siendo el primero publicado en una videoconsola y en un ordenador doméstico. Se publicó inicialmente para la Family Computer en 1986 y un año después se lanzó para MSX 2. La versión de Famicom se reeditó sólo en Japón para Game Boy Advance bajo la etiqueta Family Computer Mini.